# Бретт Батлер
Бретт Батлер (англ. Brett Butler; нар.. 30 січня 1958, Монтгомері, Алабама, США) — американська акторка, стендап-комікиня, письменниця і сценаристка. Найбільш відома головною роллю в комедійному телесеріалі «Грейс у вогні».

## Біографія
Бретт Батлер народилася 30 січня 1958 року в Монтгомері, штат Алабама (США), старшою з п'яти сестер. Перш ніж стати успішною стендап-комікинею, працювала офіціанткою. Однією з перших помітних робіт Батлер була роль Ронди в серіалі Доллі Партон «Доллі», після чого Партон найняла Батлер як сценаристку до закінчення серіалу.
У 1993—1998 роках Батлер знімалася у головній ролі в комедійному серіалі каналу ABC «Грейс у вогні». Однак у лютому 1998 року через непередбачувану поведінку Батлер, спричинену проблемами з наркотиками, її звільнили з серіалу.
У 1996 році Батлер випустила свої мемуари Knee Deep in Paradise, які почала писати, ще не будучи відомою. У них вона відверто розповідає про життя до зйомок у серіалі «Грейс у вогні». Батлер відкрито говорить про свою боротьбу з залежністю від алкоголю і марихуани, яка у неї виникла ще до участі в серіалі. Під час зйомок у «Грейс у вогні» вона пристрастилася до заспокійливих, через що змушена була лікуватися у реабілітаційній клініці.

## Фільмографія
| Рік         |    | Українська назва                  | Оригінальна назва            | Роль                              |
| ----------- | -- | --------------------------------- | ---------------------------- | --------------------------------- |
| 1988        | с  | Доллі                             | Dolly                        | Ронда                             |
| 1990        | с  | Short Attention Span Theater      | Short Attention Span Theater | запрошена зірка                   |
| 1993        | тф | The Child Is not Right            | The Child Is not Right       |                                   |
| 1997        | с  | Еллен                             | Ellen                        | Грейс Келлі                       |
| 1997        | с  | Шоу Дрю Кері                      | The Drew Carey Show          | Грейс Келлі                       |
| 1993 — 1998 | с  | Грейс у вогні                     | Grace Under Fire             | Грейс Келлі                       |
| 1999        | с  | Курячий бульйон для душі          | Chicken Soup for the Soul    | ім'я персонажа невідомо </ small> |
| 2000        | ф  | Бруно                             | Bruno                        | сестра Делла Роза                 |
| 2000        | ф  | Погоня за вкраденої боєголовкою   | Militia                      | Боббі                             |
| 2005        | тф | Місіс Харріс                      | Mrs. Harris                  | Tarnower Ex # 1                   |
| 2005        | тф | Смертоносна зграя                 | Vampire Bats                 | Шеллі Бадьоро                     |
| 2005        | с  | Мене звати Ерл                    | My Name Is Earl              | Конні Дарвіль                     |
| 2006        | тф | Moochers                          | Moochers                     | провідна                          |
| 2012        | мс | Арчер                             | Archer                       | Тріш                              |
| 2012 — 2014 | с  | Управління гнівом                 | Anger Management             | Бретт, бармен                     |
| 2014 — 2016 | с  | Як уникнути покарання за вбивство | How to Get Away with Murder  | Мати Мікаеллою Пратт              |
| 2015 — 2017 | с  | Залишені                          | The Leftovers                | Сенді                             |
| 2018 — 2019 | с  | Ходячі мерці                      | The Walking Dead             | Теммі Роуз Саттон                 |
| 2019        | с  | Ранкове шоу                       | The Morning Show             | Сенді Джексон                     |
| 2023        | с  | Острів фантазій                   | Fantasy Island               | Марша                             |

## Нагороди та номінації
| Нагороди та номінації          | Нагороди та номінації                   | Нагороди та номінації | Нагороди та номінації | Нагороди та номінації |
| Нагорода                       | Категорія                               | Фільм                 | Рік                   | Підсумок              |
| ------------------------------ | --------------------------------------- | --------------------- | --------------------- | --------------------- |
| Золотий глобус                 | Краща актриса серіалу (комедія/мюзикл)  | «Грейс у вогні»       | 1995                  | Номінація             |
| Золотий глобус                 | Краща актриса серіалу (комедія/мюзикл)  | «Грейс у вогні»       | 1997                  | Номінація             |
| Вибір народу                   | Улюблена актриса в новому телесеріалі   |                       | 1994                  | Перемога              |
| Viewers for Quality Television | Краща актриса в комедійному телесеріалі | «Грейс у вогні»       | 1995                  | Перемога              |